# Aloe mayottensis
Aloe mayottensis é uma espécie de liliopsida do gênero Aloe, pertencente à família Asphodelaceae.